# Lachenalia buchubergensis
Lachenalia buchubergensis är en sparrisväxtart som beskrevs av Moritz Kurt Dinter. Lachenalia buchubergensis ingår i släktet Lachenalia och familjen sparrisväxter. Inga underarter finns listade i Catalogue of Life.